# Luchthavenindelingbesluit Schiphol
Het Luchthavenindelingbesluit Schiphol (LIB) is een Nederlands besluit van 26 november 2002 op basis van de Wet Luchtvaart. Het trad op 20 februari 2003 in werking. Het LIB regelt welk gebied bestemd is voor gebruik als luchthaven en voor welk gebied daaromheen beperkingen gelden ten behoeve van de veiligheid en geluidsbelasting. Het LIB geeft regels voor gebruik en bestemming van de grond in deze gebieden. 
Op basis van het LIB kan de rijksoverheid beperkingen opleggen aan bouwinitiatieven in zone's rondom de luchthaven Schiphol. 
Primaire doelen zijn:
- voorkomen dat het gebruik van de grond en de bebouwing op en rond Schiphol een gevaar zou kunnen vormen voor de veiligheid van het luchtverkeer
- beperken van het aantal nieuwe en bestaande door vliegtuiggeluid gehinderde bewoners en gebruikers.

De minister van Infrastructuur en Waterstaat (IenW) kan een verklaring van geen bezwaar geven, zodat nieuwe bebouwing of functiewijziging toch mogelijk is. Voor eenvoudiger zaken is dit gemandateerd aan de Inspectie Leefomgeving en Transport.